# Marta Agostinetto
Marta Agostinetto (Motta di Livenza, 22 aprile 1987) è una pallavolista italiana.
Gioca nel ruolo di schiacciatrice e opposto.

## Carriera
La carriera di Marta Agostinetto inizia nella stagione 2002-03 nel Pool Piave, in Serie B2; con la stessa squadra resta per cinque annate, giocando anche in Serie B1 a partire dalla stagione 2003-04. L'esordio nella pallavolo professionistica avviene nella stagione 2007-08 quando viene ingaggiata dalla Pallavolo Villanterio di Pavia, in Serie A2: nello stesso campionato gioca anche l'annata successiva vestendo la maglia dell'Unione Sportiva Esperia di Cremona.
Nella stagione 2009-10 passa alla Pallavolo Sirio Perugia, con cui debutta in Serie A1: tuttavia a metà campionato viene ceduta al Florens Volley Castellana Grotte, sempre nella massima divisione nazionale.
Nella stagione 2010-11 disputa il campionato di Serie B1 con il Volleyball Club Genova, mentre dalla stagione successiva si accasa alla Pro Victoria Monza, nella stessa serie, dove resta per due annate, trovando la promozione al termine del campionato 2012-13.
Torna nuovamente in Serie A2 nella stagione 2013-14 grazie all'ingaggio da parte della neopromossa Beng Rovigo, ma già nell'annata successiva è nuovamente in Serie B1 con il New Volley Brindisi; tuttavia nel febbraio 2015, in seguito alla chiusura del club, approda alla Polisportiva San Giorgio di Porcia, sempre impegnata nel campionato di terza serie.
Ritorna a calcare i campi della serie cadetta con la neopromossa Chieri '76 nella campionato 2015-16, in quella seguente con l'Adolfo Consolini di San Giovanni in Marignano e quindi per un biennio nel CUS Torino.